# Área metropolitana de Estocolmo

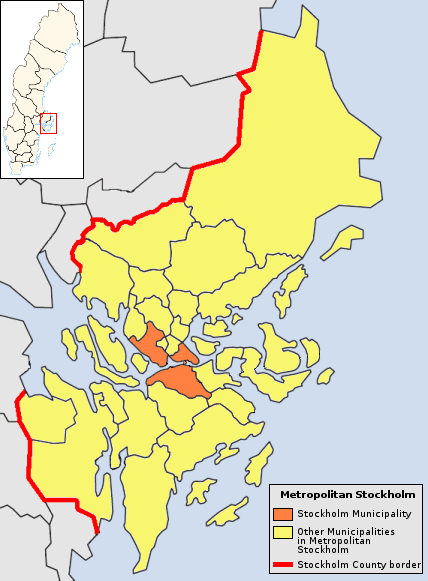
Área metropolitana de Estocolmo no Condado de Estocolmo. O município de Estocolmo está marcado em cor laranja, os outros municípios da área metropolitana de Estocolmo estam em cor amarela. A linha vermelha, demarca a raia (=limita) do condado

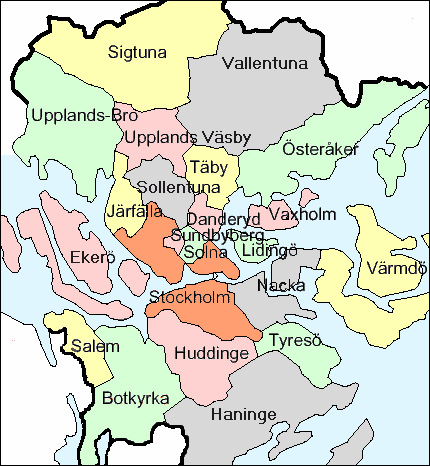
Demarcação dos municípios da área metropolitana de Estocolmo

Área metropolitana de Estocolmo (também conhecido em português como Grande Estocolmo e em sueco como Storstockholm ou Stor-Stockholm), é uma área metropolitana sueca circundante da capital Estocolmo. A região metropolitana está localizada dentro do condado de Estocolmo. É a maior das três áreas metropolitanas na Suécia, seguido pela área metropolitana de Gotemburgo e a área metropolitana de Malmö.
A área metropolitana de Estocolmo está dividida em 5 áreas: 
- Centro da cidade de Estocolmo (Inre staden)
- Sul da cidade de Estocolmo (Söderort)
- Oeste da cidade de Estocolmo (Västerort)
- Subúrbios do norte de Estocolmo (Norra förortskommunerna)
- Subúrbios do sul de Estocolmo (Södra förortskommunerna)

A área metropolitana de Estocolmo abrange desde 2005 todos os municípios do condado de Estocolmo. 

## Estatísticas
| Município      | População | Área¹    | Densidade² | Parte                                        |
| -------------- | --------- | -------- | ---------- | -------------------------------------------- |
| Estocolmo      | 776,545   | 187.74   | 4,136.28   | Centro, Oeste, Sul                           |
| Järfälla       | 62,089    | 54.05    | 1,148.73   | Subúrbios do Norte de Estocolmo (Uppland)    |
| Solna          | 61,040    | 19.37    | 3,151.26   | Subúrbios do Norte de Estocolmo (Uppland)    |
| Täby           | 60,861    | 60.62    | 1,003.97   | Subúrbios do Norte de Estocolmo (Uppland)    |
| Sollentuna     | 60,010    | 53.26    | 1,126.73   | Subúrbios do Norte de Estocolmo (Uppland)    |
| Lidingö        | 42,190    | 30.49    | 1,383.73   | Subúrbios do Norte de Estocolmo (Uppland)    |
| Upplands Väsby | 37,875    | 75.37    | 502.52     | Subúrbios do Norte de Estocolmo (Uppland)    |
| Österåker      | 37,700    | 310.75   | 121.32     | Subúrbios do Norte de Estocolmo (Uppland)    |
| Sigtuna        | 36,782    | 327.87   | 112.18     | Subúrbios do Norte de Estocolmo (Uppland)    |
| Sundbyberg     | 34,338    | 8.72     | 3,937.84   | Subúrbios do Norte de Estocolmo (Uppland)    |
| Danderyd       | 30,317    | 26.51    | 1,143.60   | Subúrbios do Norte de Estocolmo (Uppland)    |
| Vallentuna     | 27,567    | 360.06   | 76.56      | Subúrbios do Norte de Estocolmo (Uppland)    |
| Ekerö          | 24,203    | 216.39   | 111.85     | Subúrbios do Norte de Estocolmo (Uppland)    |
| Upplands-Bro   | 21,411    | 237.06   | 90.32      | Subúrbios do Norte de Estocolmo (Uppland)    |
| Vaxholm        | 10,295    | 58.06    | 177.31     | Subúrbios do Norte de Estocolmo (Uppland)    |
| Huddinge       | 89,538    | 131.34   | 681.72     | Subúrbios do Sul de Estocolmo (Södermanland) |
| Nacka          | 81,515    | 95.62    | 852.49     | Subúrbios do Sul de Estocolmo (Södermanland) |
| Botkyrka       | 77,179    | 194.83   | 396.13     | Subúrbios do Sul de Estocolmo (Södermanland) |
| Haninge        | 72,409    | 457.50   | 158.27     | Subúrbios do Sul de Estocolmo (Södermanland) |
| Tyresö         | 41,337    | 69.36    | 595.98     | Subúrbios do Sul de Estocolmo (Södermanland) |
| Värmdö         | 35,322    | 442.96   | 79.74      | Subúrbios do Sul de Estocolmo (Södermanland) |
| Salem          | 14,524    | 54.32    | 267.38     | Subúrbios do Sul de Estocolmo (Södermanland) |
| Total          | 1,735,047 | 3,472.25 | 499.69     | Em 30 de Junho de 2006                       |

1/ km²
2/ População por km²